# Horabagrus brachysoma
Horabagrus brachysoma е вид лъчеперка от семейство Horabagridae. Видът е световно застрашен, със статут Уязвим.

## Разпространение
Разпространен е в Индия (Карнатака и Керала).